# 劍俠情緣網路版參
《剑侠情缘网络版叁》（简称「剑网3」）是由中国金山软件旗下的西山居工作室开发的武侠题材大型多人在线角色扮演游戏，是剑侠情缘系列的第六部作品，也是该系列网络游戏化之后的第三部作品。游戏的故事背景设定在比系列其他作品背景更早的大唐唐玄宗年间。
中國大陆的版本采取包月收费制和点卡收费制，而在2014年，台灣發布由網銀國際代理所代理的《剑侠情缘叁免费版》，则是采取免费制，除去商城商品需要购买游戏点数才能购买外，不需要包月或是点卡收费（台湾服务器已关闭）。
《剑侠情缘叁》以不做破壞遊戲公平環境的收費內容為賣點，即遊戲中需收費的道具除附有無CD除滯散的大補帖外，皆不影響角色數據，《劍網三》玩家廣為流傳的一句諺語：「我原本是個菜逼，自從氪了金，我變成了好看的菜逼」即出於此遊戲環境。
金山于2008年初公布《剑网三》。2009年8月28日《剑网三》公测。至今已发布22部资料片。
2017年《劍網3》重製版在遊戲奧斯卡之稱的終極盛典TGA2017上拿下了最佳中文遊戲的獎項。。
2020年4月4日至4月5日，因遊戲內台灣玩家發表有關嚴重特殊傳染性肺炎及與之相關的政治爭議話題，以該事件為導火線引起代理商與原廠不睦，由網銀國際代理的台灣伺服器將於同年5月5日12時終止營運。
2020年5月11日12時，原臺灣伺服器由遊戲製作公司金山接手繼續營運，並稱為《劍俠情緣參網路版國際服》，目前收費方式尚為免費制。原台版的三個伺服器巔峰再起、傲血戰意、江海雲夢則分別併入國際服二區，二區不可創建新帳號，國際服一區則歡迎各路俠士加入，為全新伺服器。
2024年推出《劍網3無界》，可以與手機、平板、手提電腦及台式電腦上使用，多端互通，亦與旗艦版固有賬戶互通。

## 游戏背景
游戏设定中故事开始于开元十一年（公元723年），大唐盛世，本该太平的年代却成为风雨飘摇的前夜。玩家拥有着成为绝代高手的愿望，从无名小卒展开自己的江湖生涯。至天宝十四年，安史之乱爆发，玩家命运又将和国家命运聯繫起来。

## 遊戲內容
玩家在創建人物時可以選擇兩個性別的四種體型(成男、成女、正太、蘿莉)，一經選定便不可再做更改。玩家可以透過遊戲內付費的方式獲得更改髮型、服飾和自定義臉型的機會。
目前角色最高等級為130級。單個帳號每個伺服器最多能創建三個角色。
中國大陸區遊戲有多個伺服器，分為點卡服和月卡服兩種，分別採用包月制度和時間付費制度。而台灣則有三個伺服器，皆為免付費版本。同時遊戲內也有商城出售跟寵、坐騎等非戰鬥物品。

### 門派
遊戲早期版本中玩家最初是沒有門派的，在結束稻香村任務之後還需要使用江湖技能，將角色等級提升至15級，才能選擇門派。但在後期一次更新中，改為玩家在創建角色時選定門派後，便可在前15級中使用數個該門派技能。但在最終加入門派前，玩家無法獲得門派特色的輕功以及各項功能。門派一經選擇便不能更改。重製版公測後，原有的稻香村任務刪除，玩家直接出生在門派內並進行任務。
遊戲最初一共5個門派，在隨後更新中陸續增加新的門派。其中少林只收男弟子，七秀則從「逐鹿中原」版本後，開始允許小男孩(正太)體型的玩家加入。目前門派有少林、純陽、天策、萬花、七秀、五毒、丐幫、藏劍、唐門、明教、蒼雲、長歌、霸刀、蓬萊、凌雪閣、衍天宗、药宗、刀宗、万灵、段氏。
除去丐幫、霸刀、蓬萊、凌雪阁、衍天宗、刀宗、万灵、段氏以外，每個門派都有兩種不同的心法，其中天策、少林、明教和蒼雲各自擁有一個防禦心法，萬花、七秀、五毒、長歌和药宗各自擁有一個治療心法。纯阳和唐门则各自拥有两个输出心法。藏劍則是唯一一個能在戰鬥中切換心法的門派。

### PVP

#### 阵营
玩家最初默认为中立阵营，在等级提升到67级时即可选择加入游戏中两大阵营：“浩气盟”与“恶人谷”中的其中一个。
一旦加入其中一个阵营，玩家在野外就可以选择进入自由PVP状态。玩家可以通过PVP野外击杀、每日的战场奖励、阵营专属任务奖励以及每周末进行的阵营攻防活动中获得“威望值”，换取PVP装备。
玩家可以转换阵营，也可以选择回到或者留在中立阵营，这样只有在被加仇杀、被悬赏或者遇到開啟屠殺模式的PVP玩家時才有被擊殺的風險。

#### 战场
游戏中共有六个战场地图：云湖天池、浮香丘、九宫棋谷、神农洇、三国古战场、丝绸之路，一周之中每天开放一个，只有加入了阵营的玩家才能够进入。

#### 名剑大会
数个玩家组成小队与其他小队进行死斗较量，并在排行榜上获得更好的位置。名剑大会会奖励名为“名剑币”的虚拟货币，可以换取与“威望值”所能换到的装备不同属性方向的PVP装备，且每赛季结束之后排名最高的数支队伍将能够获得在各大主城门口树立自己队伍的雕像的权利。

#### 阵营日常
不同阵营的玩家周末12：00可以在与两个阵营大本营相邻的地图（昆仑或者南屏山）接到自己阵营的日常任务，其中周六任务地点为南屏山，周日任务地点为昆仑，这些任务多奖励威望值与战阶积分。
开放95级后，玩家可在黑戈壁接取阵营日常任务（已失效）及在各自阵营的据点进行据点贸易。重制版公测后，玩家可在洛阳城接取阵营日常任务。世外蓬莱版本开启后，玩家可在经首道源岛接取阵营日常任务。凌雪藏锋版本开启后，玩家可在蔷薇列岛接取阵营日常任务。奉天证道版本开启后，玩家可在藏剑·乱世接取阵营日常任务。

#### 阵营攻防
每周末两天下午13:00-15:00以及19:00-21:00之间为攻防活动开启时间，其中周六为浩气盟防守，周日为恶人谷防守，玩家需要组成人数众多的大团队进入对立阵营大本营场景并尝试击杀对立阵营的数个首领级NPC，或是留在本方大本营保卫本方的首领。进攻或防守成功都会提高本阵营的战意值，周日结束时战意值更高的一方会成为当周攻防战的胜利者，同时所有参与了活动的该阵营玩家都会获得大量威望值。

#### 战争沙盘
战事以帮会为核心，以阵营为组织，在大唐全境展开。在所有野外地图中均设立两个据点，每一座据点均采用独立设计，风格极具地域特色。玩家在每周二与周四晚将展开据点争夺，以获取据点的控制权。

#### 龍門絕境
三種陣營玩家皆可參與，可以散排或是組排，為100人的戰場，並以5人一組的小隊互相廝殺競爭，入場玩家身上的裝備並不會帶入場，而是系統統一配給最初階的武器、馬以及微量的氣力值。
入場時間結束後，會以兩小隊的方式搭乘滑翔翼於龍門絕境地圖內隨機路線出發，讓玩家自行選地方降落開始撿取裝備強化自己，並隨著時間過去以沙漠風暴方式逐漸內縮玩家移動範圍促使玩家間互相較勁。
龍門絕境獎勵名為“飛沙令碎片”的虛擬貨幣，可以兌換專屬披風、外觀、1240品裝備、32格包包以及戒指與暗器囊強化物品。

#### 屠殺模式
玩家可到巴陵縣或馬嵬驛找NPC姬別情購買“炙血蠱”，使用後進入屠殺模式。即看到的所有三方陣營玩家皆為紅名，皆可擊殺，同時使用者自身也會變為紅名使其他玩家可以察覺。

### PVE

#### 秘境
剑网三中的秘境相当于其他类似游戏中的“副本”或是“地下城”。分为5人、10人和25人三种。 另外亦分為“普通與英雄”或“英雄與挑戰”或“英雄與試煉”等四種強度、内有众多实力强大的首领级怪物、首領血量與內容機制會因“強度不同”而有差異、玩家可以通过组队击杀他们来获取更好的PVE装备。在秘境出现首领级的击杀之后该秘境就会针对相应的角色出现冷却时间，5人秘境為每天重置、10人秘境為每週一與每週五重置，25人秘境則為每週一重置；其中玩家可以消耗角色的体力来重置5人秘境的冷却时间。不同強度之冷卻時間不共享。
試煉密境為目前最新25人秘境之簡易版、可協助新手學習、容錯率高、且有高品裝備可獲取。

#### 日常任务
游戏中的许多江湖势力都有其对应的声望以及日常任务，玩家可以通过每日完成这些任务来提高角色在该势力中的声望，并换取更好的装备或道具。除此之外，各大主城门口（“劍膽琴心”版本之后改為陰山大草原的陰山黑市以及太原城西城）还有一个每天完成十个小任务，奖励江湖贡献值与侠义值的茶馆日常，以及同样奖励江湖贡献值与侠义值的秘境日常。

## 开发
剑网三最早立项于2003年，之后因项目负责人赵青以及前两部作品大量制作团队人员离职跳槽网易而不得不于2004年重新立项。原团队到网易之后最终的作品是《大唐豪侠》。而这两款游戏或也因此有很多相似度极高的元素，如门派方面：剑三有纯阳，大唐有蜀山，用剑；剑三有七秀，大唐有百花，用双刀；剑三有天策，大唐有天煞，用长兵；剑三有万花，大唐有寒冰，分别用笔和匕首；剑三、大唐皆有少林，用棍。
2006年初，西山居再次将完成度已经很高的游戏项目推倒重做，放弃了之前的固定视角，并编写出了一个新的全视角3D图形引擎。

## 重制版

### 简介
2015年8月28日，《剑侠情缘网络版叁》（以下简称《剑网3》）六周年发布会在珠海正式开幕。除了端游、手游、单机的爆料，制作团队还给广大玩家带来了《剑网3》重制版的消息，游戏由单机次世代引擎打造，场景、人物、所有的美术资源100%重制。除了玩家的角色数据，一个全新大作预计在2017年登场。
得益于新引擎的高效渲染，游戏画质将得到光影革命一般的升级，同时制作团队将保证画风相对不变，让《剑网3》维持自己的特色。
重制版客户端拥有手绘与重制两种风格，以满足不同侠士的需求。手绘风格完整保留原《剑网3》客户端美术风格，重制版风格采用全新的DX11次世代引擎打造，通过全局光照、大气散射和环境光遮蔽技术实现行业领先的光影效果。
2017年12月29日，《剑网3》重制版正式公测。
《剑网3》重制版12月29日12点准时开测后，24小时总用户增长率达到42.67%。

### 特点
重制版将不再使用过往的863引擎或后续优化版本，而是直接采用《谢云流传》的次世代引擎进行开发。新引擎由国际研发团队为下一代游戏打造，完整支持DirectX11，升级全局光照、软阴影、曲面细分等众多次世代特性。光影与人物和景物模型实现真实的互动，金属装备的辉光、皮肤肌理的漫反射等众多细节让玩家时刻感受到时光的流淌，而原本以平面贴图呈现的路面和墙壁，都将变得凹凸立体。
重制版升级后，原有画质将得到保留，选择重制版等同于下载两个完整的客户端，在原有低、中、高、电影级画质的基础上新增重制版各档画质，玩家可在开启游戏前自行切换。重制版点卡、月卡收费标准不变，服务器不变。

## 玩家文化

### 游戏术语
由于游戏第三次开发时借鉴了当时风靡全球的网络游戏《魔兽世界》中的诸多元素，加上其开始在中国大陆测试时正好是《魔兽世界》在中国大陆的代理权陷入争执，游戏版本停滞不前的时代，因此剑网三在公测时不仅吸引了剑侠情缘系列的死忠，也吸引了大量在魔兽世界里无事可做的中国网游玩家。这些玩家对游戏的影响一直持续到今天，剑网三中的许多术语如“T/DPS”、“JJC”、“副本”都是公测初期大量魔兽世界玩家涌入的遗产。

### 同人作品
借助于西山居美术与文案在中国传统武侠文化与当代流行文化之间所取的平衡，剑网三已经成为了中国本土ACG文化中的重要组成部分，拥有数量众多且层出不穷的优秀同人作品。中国的许多漫展上都可以看到以剑网三各门派套装为主题的Cosplay活动。另外在影音平臺上有大量同人所製作的影片或音樂、甚而有不少優秀作曲、作詞、歌唱者的加入、令劍網三的同人文化更加多彩。

### 蝶恋花中秋大战
2010年9月21日，“蝶恋花”服务器的一百多个恶人谷玩家击杀了优势阵营浩气盟的最高级领袖谢渊，浩气盟玩家随即集结兵力策划反击惡人谷首領王遺風。战斗一直持续了五天，双方同时直接参与战斗的人数一度达到数千人，而闻讯赶来围观的其他服务器玩家更是突破万人之众。战斗最终以浩气盟玩家奇袭成功告终。一个月之后，游戏更新的“战魂劫”资料片中加入了每周末的阵营攻防战活动，据称灵感就来源于这次大战。

### 818
由于此游戏兩性玩家人数較為均衡，因此在游戏中出现的感情以及感情纠纷事件也比其他游戏要多出不少。此类关于游戏中感情纠纷的八卦贴在游戏相关论坛被称为“818”，有些流传甚广的818甚至能够在玩家群体中创造新的流行文化，例如“帮主夫人”。818作为剑三的一种特殊的文化，从一开始的感情八卦也逐渐演变成了“玩家讲述自己的故事”。除了感情以外，还有师徒情、挂骗子、竞技场轶事等等。818使得这部游戏的玩家群体更具有社会性。

### VIP事件
2014年初，有人在“逐鹿中原”的测试客户端文件中解析出了与VIP系统相关的文字信息，由于剑网三自公测起就以“不做破坏游戏公平环境的收费内容”为宣传点之一，因此这一消息在玩家群体中引起极大的反响。游戏主策划郭炜炜随后在个人的微博中证实了这个系统的存在，并表示这一系统是为剑网三的单机版筹资，且依然不会破坏游戏的平衡性。但这一声明依旧引发了玩家们的强烈不满与抗议。百度贴吧的剑网3吧有玩家宣称如果VIP系统最终取消就直播吃仓鼠。然而最终在新版本公测之前，郭炜炜在微博上宣布取消这一系统。後來該玩家直播將倉鼠含入口中數秒後拿出兌現諾言了事，几天后郭炜炜表示打算在游戏里加入一只新的仓鼠跟宠。

### 设计失误
剑网三作为一款中国风网游，在国产网游中确实独树一帜，取得了令其他网游不可企及的成就。然而其中亦有一些常识性失误。如浩气盟领袖谢渊的名字就是明显一例：在唐朝时，为了避李渊的庙讳，不可能有叫“渊”的人；又例如七秀坊所在的瘦西湖其名實際上是清朝才出現等考據瑕疵。

### 唯满侠惊鹅之变
2016年3月6日，“唯滿俠”伺服器，浩氣盟幫會影子宿敵君臨天的幫主影子惊鸿在長安‧戰亂蹲點捕捉跟寵「驚恐的灰鵝」，被內戰私仇三名惡人玩家打架所波及，影子惊鸿不滿拉大旗召來幫眾助陣，由此展開激烈打鬥，惡人方開了幫戰後人數越來越多，到最後變成浩氣惡人雙方900+人數的陣營戰，當晚現場幾乎所有人打完後才得知是因為一隻灰鵝引起的陣營戰，稱為“唯满侠惊鹅之变”，過幾天後官方在宣布的玩家線下聚會中用了此話題作為主題。唯滿俠也被劍網三廣大玩家冠以愛稱「鵝服」。

## 台灣伺服器關閉事件
2020年4月3日，为悼念嚴重特殊傳染性肺炎牺牲者，中華人民共和國國務院公告4月4日（清明）為全國哀悼日，所有娛樂場所，包含手機遊戲、網頁遊戲等等娛樂皆配合停止營運一天。台灣代理商網銀國際配合原廠，自4月4日9時30分至11時，以例行維護的方式配合原廠要求停止營運的要求。
4月4日晚上，有中國大陸玩家不遵守規定進入台灣版的伺服器遊玩，其中一部分的中國大陸玩家於遊戲內的世界聊天室發言批評台服的玩家怎麼可以在這個時間遊玩、不遵守中國的規定，引發了玩家們在遊戲內世界聊天室互罵，過程中有人發表以「中國武漢肺炎」稱呼嚴重特殊傳染性肺炎的言論，中國大陸的玩家對此於聊天室回應：「以為台服沒有大陸的玩家嗎？」，隨後演變成了兩方人馬互相吵架，而最先引起衝突的玩家卻已不再發言，之後中國大陸的玩家將有關事件的對話截圖並上傳至百度貼吧遭網民們瘋傳，引起了遊戲原廠的注意，因此該發言帳號隨後即遭到鎖帳10年，此舉引起了大量台灣玩家不滿，在遊戲世界頻道裡進行大量的訊息轟炸。在這之後，約23點40分，營運以聊天系統升級為由，封鎖了聊天系統。對於營運方處置部分表達強烈不滿的玩家，轉以團隊招募訊息，繼續發表與嚴重特殊傳染性肺炎有關的言論。
4月5日凌晨，相關行動引起了中國大陸原廠，西山居遊戲的關注，0時34分以官方帳號方式聲明，要求台灣代理商以實際動作處理有關事件。
之後，原先因武漢肺炎言論遭到凍結的玩家解除封鎖。台灣代理商網銀國際亦發表公告會維護台灣玩家的言論自由，原廠言論限制情況嚴重的話，將與中國大陸原廠解除契約。
4月5日0時56分，西山居遊戲宣布終止契約。
同時，台灣代理商網銀國際發表公告，台灣伺服器將於同年5月5日12時停止營運。
4月5日17時13分，網銀國際針對有關停運決定，在Facebook官方粉絲團說明：西山居遊戲強硬的要求配合停機、要求停權處置涉及疫情發言的玩家、停止世界頻道發言等等作為，作為代理商無法接受台灣玩家因言論有不正當對待或變更發言機制。於是在解除相關玩家停權後，發表了保障玩家發言權益之聲明。發表該聲明後，西山居宣布終止合作。
4月6日，遊戲公告即日起停止儲值業務；4月9日23時59分起，停止新帳號創立。
2020年5月11日12時，原臺灣伺服器由遊戲製作公司金山接手繼續營運，並稱為劍俠情緣參網路版國際服，目前收費方式尚為免費制。原台版的三個伺服器巔峰再起、傲血戰意、江海雲夢則分別併入國際服二區，二區不可建立新帳號，國際服一區則歡迎各路俠士加入，為全新伺服器。

## 外部連結
- 官方网站：中國大陸、國際